# Abderahmane Hamadi
Abderahmane Hamadi (* 24. März 1984) ist ein ehemaliger algerischer Leichtathlet, der sich auf den 400-Meter-Hürdenlauf spezialisiert hat. Er war eine Zeit lang Inhaber des algerischen Landesrekordes über 400 m Hürden und siegte über diese Distanz 2011 bei den Afrikaspielen in Maputo.

## Sportliche Laufbahn
Erste Erfahrungen bei internationalen Meisterschaften sammelte Abderahmane Hamadi vermutlich im Jahr 2003, als er bei den Juniorenafrikameisterschaften in Garoua in 52,15 s die Bronzemedaille über 400 m Hürden gewann. 2005 gewann er bei den erstmals ausgetragenen Islamic Solidarity Games in Mekka in 50,91 s die Bronzemedaille hinter Ibrahim al-Hamaidi und Hadi Soua’an al-Somaily aus Saudi-Arabien. 2007 schied er bei den Afrikaspielen in Algier mit 50,86 s in der Vorrunde aus und schied anschließend bei der Sommer-Universiade in Bangkok mit 56,78 s im Halbfinale aus. Zudem belegte er dort mit der algerischen 4-mal-400-Meter-Staffel in 3:06,85 min den fünften Platz. Im November siegte er in 50,77 s über die Hürden bei den Panarabischen Spielen in Kairo. Im Jahr darauf gewann er bei den Afrikameisterschaften in Addis Abeba in 49,84 s die Silbermedaille hinter dem Südafrikaner L. J. van Zyl und stellte damit einen neuen Landesrekord auf. 2009 kam er bei den Studentenweltspielen in Belgrad im Semifinale nicht ins Ziel und 2011 siegte er in 50,48 s bei den Afrikaspielen in Maputo. Anschließend gewann er auch bei den Arabischen Meisterschaften in al-Ain in 51,10 s die Goldmedaille. Im Jahr darauf beendete er seine aktive sportliche Karriere im Alter von 28 Jahren.
In den Jahren von 2006 bis 2008 und 2011 wurde Hamadi algerischer Meister im 400-Meter-Hürdenlauf.